# Béatrix Beck
Béatrix Beck (Villars-sur-Ollon, 30 de juliol de 1914 - Saint-Clair-sur-Epte, 30 de novembre de 2008) fou una escriptora belga en llengua francesa.
Beck va néixer el 30 de juliol de 1914 al poble suís de Villars-sur-Ollon, sent filla de mare irlandesa i del poeta belga d'origen mig italià mig letó, Christian Beck. Havent obtingut una titulació en Dret, es declarà comunista. Casada el 1936 amb un jueu apàtrida, Naum Szapiro, quedà vídua amb una filla després de perdre el seu marit a la guerra. Després de diverses feines, treballà de secretària d'André Gide, qui l'animà a escriure sobre les seves experiències: el suïcidi de la seva mare, la guerra, la pobresa, etc. Morí el 30 de novembre de 2008 a la localitat francesa de Saint-Clair-sur-Epte, a l'edat de 94 anys.

## Obres
| - 1948 Barny - 1950 Une mort irrégulière - 1952 Léon Morin, prêtre - premi Goncourt - 1954 Des accommodements avec le ciel - 1963 Le muet - 1967 Cou coupé court toujours - 1977 L'épouvante l'émerveillement - 1978 Noli - 1979 La décharge - premi Livre Inter - 1980 Devancer la nuit - 1981 Josée dite Nancy - 1983 Don Juan des forêts - 1984 L'enfant-chat - premi literari Trente millions d'amis - 1986 La prunelle des yeux - 1988 Stella Corfou |  | - 1989 Une - 1990 Grâce - 1991 Recensement - 1993 Une Lilliputienne - 1994 Vulgaires vies - 1994 Moi ou autres (novel·les) - 1996 Prénoms (novel·les) - 1997 Plus loin, mais où - 1998 Confidences de gargouille - 2000 La petite Italie (novel·les) - 2001 Guidée par le songe (novel·les) - Contes à l'enfant né coiffé - La mer intérieure - La grenouille d'encrier - Mots couverts (poemes) |